# Karst Hoogsteen
Karst Hoogsteen (Groningen, 1 oktober 1923 – Westfield (New Jersey), 10 augustus 2015) was een in Nederland geboren Amerikaans biochemicus en kristallograaf.
Hoogsteen promoveerde in de kristallografie aan de Rijksuniversiteit Groningen onder begeleiding van Pieter Terpstra met de verdediging van het proefschrift The crystal structure of trismethylsulfonylmethane-NH4. In 1956 emigreerde hij naar de Verenigde Staten om met Linus Pauling samen te werken als onderzoeker aan het California Institute of Technology in Pasadena. Later werd hij Amerikaans staatsburger en verhuisde hij naar Westfield waar hij als onderzoeker kristallografie ging werken bij MSD (Merck Sharp & Dohme).
Na 29 jaar gewerkt te hebben voor MSD ging hij in 1992 als Senior Director of Biophysics met pensioen. In de wereld van de biochemie is hij vooral bekend van zijn onderzoek betreffende de Hoogsteen-basepaar, die hij slechts 10 jaar na de publicatie van het bekendere DNA-helixmodel van James Watson en Francis Crick rapporteerde. In zijn model wordt het N7-stikstofatoom als acceptor gebruikt tegenover het N1-stikstofatoom in het model van Watson & Crick. Dit leidt tot een gedraaid, niet-linieare rangschikking.